# 烏什齊亞 (科羅斯堅區)
50°52′28″N 28°15′1″E / 50.87444°N 28.25028°E
烏什齊亞（烏克蘭語：Ушиця），是烏克蘭的村落，位於該國北部日托米爾州，由科羅斯堅區負責管轄，始建於1841年，面積1.58平方公里，海拔高度195米，2001年人口238，人口密度每平方公里150.63人。